# Harta (revista uruguaya)
Harta es una revista digital uruguaya destinada a adolescentes con una mirada feminista. Sus textos e ilustraciones son de creación propia e inéditos con un contenido pensado en cubrir la mayor cantidad de intereses de las adolescentes.

## Origen
Su primera publicación fue el 8 de marzo de 2018 producto de meses de trabajo previo de un grupo de mujeres de una colectiva feminista (Encuentro de feministas diversas, EFD). Es un proyecto autogestionado. Las integrantes trabajan de forma voluntaria, no percibiendo ninguna remuneración. También recibe colaboraciones de escritoras e ilustradoras externas, así como de las propias lectoras. 

## Contenido
El contenido de Harta está pensado especialmente para que las adolescentes puedan entretenerse e informarse con un enfoque feminista y buscando el desarrollo de un pensamiento crítico. Incluye una gran variedad de temáticas como sexualidad y género, salud sexual y reproductiva, salud, vínculos, feminismo, estilo y hobbies (música, arte, cine y deportes)

## Talleres Harta
El equipo de redactoras de harta también realiza talleres en centros educativos de secundaria públicos y privados para contar la experiencia de cómo es realizar la revista e intercambiar con las lectoras. Estos talleres son convocados por el equipo de docentes de cada centro.  

## Financiamiento
El financiamiento de la revista deriva de los fondos de la colectiva, premios o fondos concursables. En el 2017 fue uno de los 15 proyectos seleccionados por el Fondo Fortalecidas, fondo promovido por la División Asesoría para la Igualdad de Género de la Intendencia de Montevideo. 
Desde 2018 obtiene apoyo económico de FRIDA: The Young Feminist Fund, otro fondo concursable que apoya activistas feministas jóvenes en todo el mundo.